# S'il vous plaît
S'il vous plaît est une pièce de théâtre écrite par André Breton et Philippe Soupault, l'une des premières à être créée par la technique d'écriture automatique. Annoncée en 1920, elle parut chez Gallimard en 1967.

## Résumé
La pièce se compose de trois actes, indépendants les uns des autres. Le premier présente Paul mettant fin à ses relations avec Valentine en lui tirant dessus, le deuxième se déroule dans un bureau, le troisième dans un café. Il est précisé dans le livret qu'un hypothétique quatrième acte ne doit pas être imprimé.